# Site des Salenques
Le site des Salenques est un site historique comprenant les restes de l'ancienne abbaye des Salenques, de l'église paroissiale Saint-Félix, de l'ancien château médiéval des Salenques et leur environnement archéologique médiéval et antique. L’ensemble est situé dans la commune française de Les Bordes-sur-Arize, dans le département de l'Ariège et dans la région Occitanie.

## Situation
Le site se trouve dans l'arrondissement de Saint-Girons et la communauté de communes Arize Lèze.

## Description historique
Cette abbaye est la seule abbaye de Cisterciennes de l'ancien comté de Foix, fondée en 1353 par Eléonore de Comminges, la mère de Gaston Fébus. Les guerres de Religion ont provoqué des ruines et détruit le bâtiment en 1574. Les religieuses ont complètement abandonné le site au XVIIe siècle et se sont installées à Toulouse. Au XIXe siècle, un château a été construit à l'emplacement de l'église. Il ne reste de l'abbaye que l'aire du cloître, les murs extérieurs de la salle capitulaire, le mur nord de l'église construite au XIXe siècle et la salle voûtée dans l'angle sud-est du complexe. De nombreux vestiges sont encore enterrés (chœur de l'église abbatiale, bâtiments du monastère, occupation de l'époque romaine, tombes, etc.).
Les vestiges en élévation et le sol des parcelles d'assiette du site des Salenques comprenant les restes de l'ancienne abbaye des Salenques, de l'église paroissiale Saint-Félix, de l'ancien château médiéval des Salenques et leur environnement archéologique médiéval et antique (pour leur partie située au nord-est d'une ligne fictive prolongeant vers le nord-ouest la limite sud-ouest de la parcelle 213 en direction du ruisseau des Salenques), ainsi que le chemin non cadastré bordant au nord-est les parcelles A2 1550, 211 à 213, 216 sont inscrits au titre des monuments historiques par arrêté du 31 mai 2006.